# Leac de criză
Leac de criză este o operă literară scrisă de Ion Luca Caragiale. 